# The Ballad of John Henry (Album)
The Ballad of John Henry ist das siebte Studioalbum des US-amerikanischen Musikers Joe Bonamassa. Das Konzeptalbum erschien im Februar 2009 und ist handelt vom Schicksal des US-amerikanischen Eisenbahnarbeiters John Henry.

## Entstehung und Veröffentlichung
Die Erstveröffentlichung von The Ballad of John Henry erfolgte am 20. Februar 2009 bei Provogue Records. Das Album erschien in seiner Originalausführung als CD und Download mit zwölf Titeln (Katalognummer: PRD 7269 2). Am 10. April 2009 erschien es erstmals als LP-Ausführung (Katalognummer: PRD72691).
Das Album ist eine Mischung aus Coverversionen und Neukompositionen, letztere wurden von Bonamassa selbst geschrieben. Für die Produktion aller Lieder zeichnete Kevin Shirley verantwortlich.

## Inhalt
Die Ballade handelt vom Schicksal des US-amerikanischen Eisenbahnarbeiters John Henry, der mit seinen Körperkräften den Wettkampf mit einem neuerfundenen Presslufthammer aufnahm, diesen gewann, aber dann vor Erschöpfung starb.

## Titelliste
1. The Ballad of John Henry (Joe Bonamassa, Mississippi John Hurt) – 6:26
2. Stop! (Gregg Sutton, Bruce Brody) – 6:48
3. Last Kiss (Bonamassa) – 7:15
4. Jockey Full of Bourbon (Tom Waits) – 5:22
5. Story of a Quarryman (Bonamassa) – 4:59
6. Lonesome Road Blues (Bonamassa) – 3:08
7. Happier Times (Bonamassa) – 6:40
8. Feelin’ Good (Leslie Bricusse, Anthony Newley) – 4:44
9. Funkier Than a Mosquito's Tweeter (Aillene Bullock) – 5:00
10. The Great Flood (Bonamassa) – 7:39
11. From the Valley (Bonamassa) – 2:24
12. As the Crow Flies (Tony Joe White, Tennessee Swamp Fox) – 3:58

## Rezensionen
Allmusic bewertete das Album mit vier von fünf Sternen und kommentierte, das „Bonamassa all seine Fähigkeiten in dieses Album vereint hat und es möglicherweise sein bestes Album“ („everything that Bonamassa's dabbled with on previous albums is pulled together here, making for his most varied album and possibly his best, even if that heaviness means that it's not necessarily the easiest to enjoy“) sei.

## Kommerzieller Erfolg

### Chartplatzierungen
The Ballad of John Henry avancierte zum Chartalbum in diversen Ländern. Während es in den US-amerikanischen Billboard 200 lediglich Rang 103 erreichte, platzierte es sich in den Top Blues Albums Chart an der Chartspitze.
| ChartsChartplatzierungen       | Höchstplatzierung | Wochen |
| ------------------------------ | ----------------- | ------ |
| Deutschland (GfK)              | 39 (3 Wo.)        | 3      |
| Schweiz (IFPI)                 | 97 (1 Wo.)        | 1      |
| Vereinigte Staaten (Billboard) | 103 (3 Wo.)       | 3      |
| Vereinigtes Königreich (OCC)   | 26 (4 Wo.)        | 4      |

### Auszeichnungen für Musikverkäufe
| Land/Region                  | Auszeichnungen für Musikverkäufe (Land/Region, Auszeichnung, Verkäufe) | Verkäufe |
| ---------------------------- | ---------------------------------------------------------------------- | -------- |
| Vereinigtes Königreich (BPI) | Silber                                                                 | 60.000   |
| Insgesamt                    | 1× Silber ·                                                            | 60.000   |